# 106869 Irinyi
A 106869 Irinyi (2000 YY31) kisbolygó a kisbolygóövben kering. 2000. december 31-én fedezte föl Sárneczky Krisztián és Kiss László (csillagász) a Piszkéstetői Csillagvizsgálóban. A kisbolygó a nevét Irinyi János magyar vegyészről, a csöndes gyufa föltalálójáról kapta.

## Külső hivatkozások
- Új magyar elnevezésű kisbolygók, köztük a 106869 Irinyi kisbolygó